# Episodi di Velvet (terza stagione)
La terza stagione della serie televisiva spagnola Velvet, composta da 15 episodi da 75 minuti ciascuna, è stata trasmessa in prima visione assoluta dalla rete televisiva spagnola Antena 3 dal 10 settembre al 17 dicembre 2015.
In Italia la stagione è stata trasmessa in prima visione assoluta dal 16 marzo all'11 maggio 2016 su Rai 1. Le puntate mandate in onda sono dieci, contro le quindici originali, perché una puntata italiana è formata da un episodio e mezzo della stagione spagnola.
| n° | Titolo originale         | Prima TV Spagna   | Titolo italiano      | Prima TV Italia |
| -- | ------------------------ | ----------------- | -------------------- | --------------- |
| 1  | El hombre del año        | 10 settembre 2015 | L'uomo dell'anno     | 16 marzo 2016   |
| 1  | Ser o no ser             | 17 settembre 2015 | L'uomo dell'anno     | 16 marzo 2016   |
| 2  | Ser o no ser             | 17 settembre 2015 | Il vento gira        | 23 marzo 2016   |
| 2  | Que cumplas muchos más   | 24 settembre 2015 | Il vento gira        | 23 marzo 2016   |
| 3  | Dos hombres y un chupete | 1 ottobre 2015    | Un giorno come tanti | 30 marzo 2016   |
| 3  | Hagan juego              | 8 ottobre 2015    | Un giorno come tanti | 30 marzo 2016   |
| 4  | Hagan juego              | 8 ottobre 2015    | Un mondo di bugie    | 6 aprile 2016   |
| 4  | Regresos                 | 15 ottobre 2015   | Un mondo di bugie    | 6 aprile 2016   |
| 5  | La espera                | 22 ottobre 2015   | Un cuore tradito     | 13 aprile 2016  |
| 5  | Día y noche              | 29 ottobre 2015   | Un cuore tradito     | 13 aprile 2016  |
| 6  | Día y noche              | 29 ottobre 2015   | La sfida             | 20 aprile 2016  |
| 6  | Un golpe de efecto       | 5 novembre 2015   | La sfida             | 20 aprile 2016  |
| 7  | No digas adiós           | 12 novembre 2015  | Non ti dico addio    | 27 aprile 2016  |
| 7  | A un océano de distancia | 19 novembre 2015  | Non ti dico addio    | 27 aprile 2016  |
| 8  | A un océano de distancia | 19 novembre 2015  | Guardare al futuro   | 3 maggio 2016   |
| 8  | En vilo                  | 26 novembre 2015  | Guardare al futuro   | 3 maggio 2016   |
| 9  | Y la vida sigue...       | 3 dicembre 2015   | Il tempo che verrà   | 4 maggio 2016   |
| 9  | Vientos de cambio        | 10 dicembre 2015  | Il tempo che verrà   | 4 maggio 2016   |
| 10 | Vientos de cambio        | 10 dicembre 2015  | Affari di famiglia   | 11 maggio 2016  |
| 10 | ¿Vivan los novios?       | 17 dicembre 2015  | Affari di famiglia   | 11 maggio 2016  |

## L'uomo dell'anno
- Titolo originale: El hombre del año, Ser o no ser (prima parte)
- Diretto da: Carlos Sedes
- Scritto da: Ramón Campos, Teresa Fernández-Valdés, Cristóbal Garrido, Gema R. Neira, María José Rustarazo, Adolfo Valor, Carlos de Pando

### Trama
Anna e Alberto tornano a Madrid dopo aver passato insieme una breve vacanza, e Alberto scopre che il giudice gli ha dato ragione, attribuendo a lui le quote azionarie di Patricia data l'invalidità del matrimonio tra la madre di lei e il padre di Alberto. Quest'ultimo viene inoltre informato di aver vinto il premio Uomo dell'anno e decide di farsi accompagnare alla cerimonia da Anna, che lo presenterà alla platea prima della consegna del premio. Bárbara, che intanto vive in segreto a casa di Mateo, istiga Cristina a sfruttare l'evento per vendicarsi del tradimento di Alberto, che ha intanto scoperto con gioia che Phillipe Ray è Anna. Rita e Pedro tornano invece alla galleria timorosi di essere licenziati, ma al loro arrivo scoprono di avere una stanza doppia tutta per loro. Intanto, Esteban inizia a fornire alla Velvet i tessuti per la nuova collezione che Raúl de la Riva sta disegnando e continua la sua storia d'amore con Blanca, che è ignara che lui la stia in realtà sfruttando per rubare i bozzetti in combutta con la sorella Pilar e i magazzini Oxford. Alla serata della premiazione Cristina annuncia ad Alberto di essere incinta di sei settimane e che non gli permetterà di porre fine al loro matrimonio: la notizia sconvolge sia l'uomo, sia Anna, ignari che in realtà la donna stia mentendo. Mentre Cristina e Bárbara propongono a Enrique una linea di gioielli firmata dalla Velvet, Raúl presenta ad Alberto la nuova collezione.

## Il vento gira
- Titolo originale: Ser o no ser (seconda parte), Que cumplas muchos más
- Diretto da: Carlos Sedes
- Scritto da: Ramón Campos, Teresa Fernández-Valdés, Cristóbal Garrido, Gema R. Neira, María José Rustarazo, Adolfo Valor, Carlos de Pando

### Trama
In anticipo di una settimana rispetto alla Velvet, la galleria Oxford presenta la sua nuova collezione, del tutto identica a quella di Raúl, che incolpa Enrique di aver venduto i bozzetti agli avversari a causa del cattivo sangue che scorre tra di loro. Nonostante Enrique si difenda, quando Esteban, mentendo, conferma l'esistenza di un legame tra l'uomo e Pilar, Gerardo decide di allontanare il figlio dal consiglio di amministrazione della Velvet e far prendere a Cristina il suo posto. La donna inizia quindi a lavorare insieme a Bárbara alla collezione di gioielli e assume un segretario, Víctor, mentre continua il suo piano per riprendersi Alberto cercando un uomo che la metta incinta, nonostante il marito le comunichi di aver chiesto le carte per l'annullamento. Dato il furto della collezione, si decide di realizzarne una nuova facendo collaborare Phillipe Ray e Raúl de la Riva: Anna, che fingerà di essere la rappresentante dello stilista per non rivelare la propria identità, si occuperà degli abiti da sera, mentre Raúl del giorno. Per far fronte alla mole di lavoro, don Emilio viene incaricato degli acquisti delle stoffe, ma si ritrova subito in difficoltà a causa dell'improvvisa sparizione di Esteban. Anche Blanca è preoccupata per l'uomo e, presentatasi a casa sua, lo trova in compagnia di una ragazza, che si rivela essere la figlia di lui, Lucía. Intanto, la madre di Pedro arriva in visita a Madrid, Patrizia si trasferisce di nascosto in una delle stanze delle sarte dopo essere stata cacciata di casa, e Alberto impara a ballare il tip tap per fare una sorpresa ad Anna per il suo compleanno. Raúl, entusiasta per la nuova collezione che sta nascendo, rivela a Cristina che Phillipe Ray è Anna: l'amica, però, non si dimostra altrettanto felice e, alla richiesta di spiegazioni, confessa allo stilista che Anna e Alberto sono amanti.

## Un giorno come tanti
- Titolo originale: Dos hombres y un chupete, Hagan juego (prima parte)
- Diretto da: Carlos Sedes
- Scritto da: Ramón Campos, Teresa Fernández-Valdés, Cristóbal Garrido, Gema R. Neira, María José Rustarazo, Adolfo Valor, Carlos de Pando

### Trama
Dopo aver scoperto che Anna, secondo le parole di Cristina, è l'amante di Alberto, Raúl non vuole più collaborare con lei per la nuova collezione, nonostante in molti cerchino di farlo ragionare e raccontargli come siano andate veramente le cose. A causa degli attriti, Raúl accetta la proposta di Cristina di presentare la linea di gioielli congiuntamente ai vestiti, nonostante il parere contrario di Anna, che non la reputa una buona idea. Mentre Mateo continua a nascondere a Clara che Bárbara viva a casa sua, quest'ultima e Cristina contattano un famoso commerciante di pietre, Valentín Alcocer, che le esorta a coinvolgere anche Patricia, per la quale ha un'infatuazione, nella realizzazione della linea di gioielli. Esortata da Bárbara a darsi da fare per restare incinta, Cristina va a letto con Victor, mentre Lucía inizia a lavorare alla galleria come sarta sotto la guida di Rita, che la trova subito antipatica e viziata, e Luisa, diventata una cantante famosa, fa ritorno alla Velvet con l'intenzione di parlare a Jonás del loro rapporto. Alberto consegna a Cristina le carte per l'annullamento.

## Un mondo di bugie
- Titolo originale: Hagan juego (seconda parte), Regresos
- Diretto da: David Pinillos, Carlos Sedes
- Scritto da: Ramón Campos, Teresa Fernández-Valdés, Cristóbal Garrido, Gema R. Neira, María José Rustarazo, Adolfo Valor, Carlos de Pando

### Trama
Prima di lasciare la galleria, Luisa confessa a Jonás di essersi innamorata del proprio agente, spingendo il ragazzo, con il cuore spezzato, tra le braccia di Patricia. Cristina, per impedire che il matrimonio con Alberto venga annullato perché non è stato consumato, continua ad andare a letto con Victor, ignara che quest'ultimo si sia innamorato di lei pur essendo già fidanzato. Intanto, Alberto riesce a convincere il magnate italiano della moda Enzo Cafiero a vendere le collezioni della Velvet all'estero e chiede ad Anna di andare a vivere insieme: la donna accetta, a patto che non sia nella stessa casa dove lui ha vissuto con Cristina. Mentre la madre di Pedro torna al paese, Mateo invita Clara a casa sua ora che Bárbara se n'è andata, ma Clara trova un bavaglino di Lourdes, la figlia della donna, e lo lascia. Patricia scopre che i magazzini Oxford hanno fatto un'offerta migliore della Velvet agli Alcocer: poiché il contratto d'esclusiva con i mercanti di pietre preziose era tenuto segreto, la donna capisce che la talpa non era Enrique. L'unico sospettato rimasto è Esteban, che però riesce a conquistare la fiducia di Alberto e dissipare i suoi sospetti, e il contratto con gli Alcocer viene quindi firmato. Per finanziare la linea di gioielli, Cristina e Bárbara chiedono un prestito alla banca senza dire nulla ad Alberto, ma Victor, analizzando il contratto, scopre che sono state truffate: per trarsi d'impaccio, le due donne sono costrette a rivolgersi a Enrique, che ottiene di tornare alla Velvet in cambio del suo aiuto. Nel frattempo, Sara Ortega invita Alberto e Anna alla festa del decimo anniversario di Airsa, ma, durante i festeggiamenti, Cristina, arrivata all'improvviso, rivela ad Anna che Alberto e Sara sono stati amanti. Con il cuore spezzato, Anna non dà ad Alberto il tempo per spiegare e scappa correndo.

## Un cuore tradito
- Titolo originale: La espera, Día y noche (prima parte)
- Diretto da: Carlos Sedes, David Pinillos
- Scritto da: Ramón Campos, Teresa Fernández-Valdés, Cristóbal Garrido, Gema R. Neira, María José Rustarazo, Adolfo Valor, Carlos de Pando

### Trama
La Velvet è in agitazione perché Anna, dopo la festa di Airsa, non è tornata e nessuno sa dove sia. Mentre Patricia si fidanza con Valentín, Enrique torna alla galleria come consulente finanziario della linea di gioielli, intenzionato a incastrare Esteban, e Cristina scopre di essere incinta. Mateo, convinto che Víctor corteggi Clara, lo aggredisce e, per proteggere Cristina, Bárbara inventa che è lei ad avere una storia con il segretario, facendo infuriare Enrique e riaccendendo la passione del marito. Victor trova il risultato del test di gravidanza e, quando Cristina nega che il figlio sia suo, si licenzia e torna a Valladolid; Mateo, invece, riesce a convincere Clara a dargli un'altra possibilità. Pilar chiede a Lucía di fare la spia per la Oxford al posto di Esteban, ma la ragazza rifiuta e se ne va di casa, non prima di aver raccontato tutto a donna Blanca, che lascia l'uomo. In serata, Anna torna alla galleria e dice ad Alberto che tra loro è finita per sempre; si riappacifica anche con Raúl e tre mesi dopo la collezione è quasi pronta per essere presentata. Nonostante Cristina sia incinta, Alberto paga e riesce a ottenere i documenti per l'annullamento: quando li consegna alla moglie, però, questa chiama la stampa scandalistica per vendicarsi.

## La sfida
- Titolo originale: Día y noche (seconda parte), Un golpe de efecto
- Diretto da: David Pinillos
- Scritto da: Ramón Campos, Teresa Fernández-Valdés, Cristóbal Garrido, Gema R. Neira, María José Rustarazo, Adolfo Valor, Carlos de Pando

### Trama
È il giorno della sfilata della nuova collezione della Velvet, ma la galleria viene assediata dalla stampa, alla quale Cristina ha rivelato che Alberto la tradisce con Anna. Nonostante la cattiva pubblicità, Anna decide di proseguire comunque con il programma; Valentín e Patricia, invece, impongono a Cristina di rimandare la presentazione della linea di gioielli e dissociarsi dallo scandalo. La nuova collezione ottiene il plauso del pubblico, ma, quando Raúl presenta a tutti Anna, rivelando che è lei Phillipe Ray, la platea si alza e lascia la sala. L'effetto dello scandalo si riflette anche sulle vendite della linea di moda perché nessuno vuole comprare gli abiti disegnati da Phillipe Ray: Anna, sconfortata, decide di abbandonare il sogno di diventare stilista e torna a fare la sarta. Alberto e Cristina litigano aspramente sull'accaduto e la donna si sente male. I medici riescono a salvare sia lei, sia il bambino, ma rivelano ad Alberto che la gravidanza è al terzo mese e non al sesto, e l'uomo capisce che il bambino non è suo. Mateo cerca di aiutare l'amico raccontando la vera storia di lui e Anna alla giornalista Michelle, una sua ex fiamma, ma senza successo; Alberto, invece, chiede l'aiuto di Enzo Cafiero, domandandogli di vendere le collezioni di Phillipe Ray in tutto il mondo. Il magnate della moda, tuttavia, gli dà tre giorni di tempo per valutare se vendergli o meno la Velvet. Alberto decide di lasciare per sempre la galleria e fa seguire Patricia, alla ricerca di un modo per ricattarla e farsi consegnare le sue azioni da vendere a Cafiero, mentre racconta alla stampa che Cristina aspetta un figlio da un altro uomo.

## Non ti dico addio
- Titolo originale: No digas adiós, A un océano de distancia (prima parte)
- Diretto da: Carlos Sedes
- Scritto da: Ramón Campos, Teresa Fernández-Valdés, Cristóbal Garrido, Gema R. Neira, María José Rustarazo, Adolfo Valor, Carlos de Pando

### Trama
Mentre la notizia del tradimento di Cristina sconvolge amici e familiari, Alberto ricatta Patricia con delle foto che la ritraggono mentre bacia Jonás e la sorella, per non veder annullate le proprie nozze, accetta di trasferirgli le azioni della Velvet in suo possesso. Alberto vende così la galleria a Enzo Cafiero, assicurandosi che tutti i dipendenti mantengano il posto, che Patricia sia a capo della linea di gioielli e che Anna possa lanciare le sue collezioni all'estero. All'apprendere quest'ultima notizia, Anna è molto felice perché potrà realizzare il suo sogno; a sua insaputa, però, Alberto decide di partire per Cuba e quella sera si fa portare all'aeroporto da Mateo. Contemporaneamente, mentre alla Velvet la festeggiano, Anna si rende conto che Alberto le manca e che vuole tornare con lui. Quando va nel suo ufficio per parlargli, però, trova Mateo, che le dice della partenza dell'uomo. Anna si fa accompagnare all'aeroporto, ma arriva troppo tardi; tuttavia, in sala d'aspetto trova una bottiglia di Coca-Cola contenente un aeroplano di carta, metodo che Alberto utilizzava quando erano adolescenti per dirle che l'amava, che la rassicura sui sentimenti che l'uomo prova per lei. Il giorno dopo, mentre Patricia si prepara per le nozze che si svolgeranno entro poche ore, Cristina chiama Victor per dirgli che è il padre del bambino, ma, prima che ci riesca, lui le annuncia il suo matrimonio, facendola desistere; Rita e Pedro si recano invece da un medico per sottoporsi a delle analisi e scoprire perché non riescano ad avere un figlio. Anna informa Mateo e don Emilio di voler raggiungere Alberto a L'Avana, ma Mateo la convince a restare almeno per accogliere Enzo Cafiero, che arriva quel giorno.

## Guardare al futuro
- Titolo originale: A un océano de distancia (seconda parte), En vilo
- Diretto da: Carlos Sedes, David Pinillos
- Scritto da: Ramón Campos, Teresa Fernández-Valdés, Cristóbal Garrido, Gema R. Neira, María José Rustarazo, Adolfo Valor, Carlos de Pando

### Trama
Patricia si sposa con Valentín, scoprendo solo a matrimonio concluso che, il giorno prima, la miniera di diamanti in Nuova Guinea è crollata a causa di un terremoto, mettendo in serio pericolo la situazione economica degli Alcocer. Alla galleria arriva Enzo Cafiero, al quale Anna chiede dieci giorni di permesso per raggiungere Alberto a L'Avana, ma la donna non fa in tempo a partire perché arriva la notizia che l'aereo della compagnia Airsa diretto a Cuba è precipitato e non ci sono superstiti. L'accaduto getta la galleria nello sconforto e, complice la situazione difficile, Cristina vi fa ritorno per lavorare alla linea di gioielli Velvet: a causa del crollo della miniera, si decide di realizzare una collezione con le perle disegnata da Alberto e dal padre, i cui bozzetti erano stati regalati a Patricia dal fratello prima di partire per Cuba. Rita, intanto, riceve gli esiti degli esami, scoprendo di avere un utero ostile: nonostante ci siano delle cure per favorire la gravidanza, non dice nulla al marito della propria situazione per paura di deluderlo. Anna chiede a Carlos di controllare se Alberto fosse davvero nella lista passeggeri dell'aereo per Cuba e, a risposta affermativa, viene organizzato il funerale. Mateo non si rassegna alla perdita dell'amico e non vuole partecipare alla funzione, ma Raúl ve lo trascina. Al funerale, Carlos riceve la notizia che Alberto ha in realtà preso un aereo per Istanbul ed è quindi vivo, ma lo tace ad Anna.

## Il tempo che verrà
- Titolo originale: Y la vida sigue..., Vientos de cambio (prima parte)
- Diretto da: Manuel Gómez Pereira
- Scritto da: Ramón Campos, Teresa Fernández-Valdés, Cristóbal Garrido, Gema R. Neira, María José Rustarazo, Adolfo Valor, Carlos de Pando

### Trama
Sono passati dieci giorni dal funerale di Alberto e, mentre Carlos nasconde una lettera dell'uomo per Anna perché vuole riconquistarla, Enzo Cafiero si stabilisce alla galleria per conoscere il personale. Durante l'incontro con l'uomo, però, Anna si sente male e, visitata dal medico, apprende di essere incinta di tre mesi. Mentre Rita confessa a Pedro di avere difficoltà a restare incinta e Mateo chiede a Clara di sposarlo, Cafiero decide di delegare la direzione della galleria a suo figlio Marco, visti i cattivi rapporti e le tensioni tra Cristina, Bárbara, Mateo, Patricia ed Enrique, e a nulla valgono i tentativi delle parti di fargli cambiare idea. Marco arriva durante la sfilata di gioielli e, anche se con qualche attrito, s'insedia come direttore. Intanto, Cristina scopre della gravidanza di Anna e quest'ultima ne informa Carlos, che si offre di prendersi cura di lei e del bambino.

## Affari di famiglia
- Titolo originale: Vientos de cambio (seconda parte), ¿Vivan los novios?
- Diretto da: Manuel Gómez Pereira, David Pinillos
- Scritto da: Ramón Campos, Teresa Fernández-Valdés, Cristóbal Garrido, Gema R. Neira, María José Rustarazo, Adolfo Valor, Carlos de Pando

### Trama
Come nuovo direttore, Marco inizia ad apportare alcuni cambiamenti alla Velvet, allungando gli orari dei dipendenti e creando un reparto apposta per i gioielli, con Lucía e Jonás come commessi. Mentre Anna e Patricia, che sente la mancanza di Alberto, si avvicinano, Cristina dice a Marco della gravidanza di Anna nella speranza che venga licenziata e, quando ciò non succede, le mette a soqquadro la stanza, strappando le lettere che Alberto scrisse durante gli studi a Londra. Anna affronta quindi Cristina, che la spinge senza volere dalle scale: l'incidente non ha conseguenze sulla gravidanza, ma Anna decide di denunciarla; tuttavia, Marco la convince a dargli ventiquattr'ore di tempo prima di rivolgersi alla polizia, ne parla con Enrique e i due decidono che Cristina debba prendersi una pausa. Infuriata, Cristina si presenta in sartoria e aggredisce Anna con un paio di forbici davanti a tutti, portando il fratello a farla ricoverare in una clinica psichiatrica. Intanto, la madre e le zie di Mateo organizzano la festa di fidanzamento per lui e Clara, alla quale compare anche il padre di Mateo, che aveva abbandonato la famiglia quando il figlio era piccolo. Nonostante Mateo gli intimi di non farsi vedere al matrimonio, cinque mesi dopo l'uomo si presenta in chiesa e gli chiede scusa per ciò che ha fatto. Mentre Bárbara lascia Enrique per un amante francese, Mateo e Clara si rendono conto che la cerimonia sfarzosa organizzata dalla madre dello sposo non fa per loro e si fanno sposare dal sacerdote in una delle cappelle della chiesa mentre gli invitati aspettano ai loro posti che gli sposi si presentino all'altare. A matrimonio concluso, Anna viene colta dalle doglie e partorisce in chiesa, assistita dal padre di Mateo, che informa Rita che è incinta.